# Turistická značená trasa 3117
Turistická značená trasa 3117 je okružní, zeleně vyznačená 14 kilometrů dlouhá pěší trasa Klubu českých turistů vedená Klánovickým lesem, po rovině bez převýšení.

## Popis trasy
Z nádraží v Klánovicích vede cesta západně podél trati 011. Dojde na konec lesa k městské zástavbě Blatov, kde se stočí na sever, podejde trať a dojde na rozcestí u bývalého hospodářského dvora zvaného Nové Dvory. Odtud vede poblíž rybníků Na Placinách severovýchodně spolu s cyklostezkou a naučnou stezkou až do Klánovic. V Klánovicích u pošty přejde hlavní ulici Slavětínská a pokračuje průchodem vilové čtvrti a poté po okraji lesa ke koupališti. Za ním dojde na rozcestí Cyrilov, odkude vede lesní nezpevněnou cestou přírodní rezervací střídavě jižním a východním směrem až k podchodu pod železniční tratí. Na druhé straně trati pokračuje jižně před dva průklesty, na třetím se stočí na západ a rovně dojde přes celý les až k hlavní silnici Staroklánovická, která spojuje Klánovice s Újezdem nad Lesy. Zde zahne na sever k železniční stanici.
| Km  | Místo                  | Navazující a křižující trasy | Nadm. výška |
| --- | ---------------------- | ---------------------------- | ----------- |
| 0   | Nádraží Klánovice-jih  | 0008, 0010, 1003, 6001, 9085 | 254 m       |
| 1   | Blatov (rozc.)         | 0008                         | 251 m       |
| 2,5 | Nové Dvory             | 1003, 9085                   | 258 m       |
| 4,5 | Klánovice (škola)      | 9085                         |             |
| 6,5 | Cyrilov (rozc.)        | 6001, 9085                   |             |
| 9,5 | Klánovický les (rozc.) | 0008, 9085                   | 252 m       |
| 12  | Ve Vidrholci           | 0010, 6128                   |             |
| 14  | Nádraží Klánovice-jih  | 0008, 0010, 1003, 6001, 9085 | 254 m       |

## Zajímavá místa
- Klánovický les - přírodní rezervace
- Nové Dvory - hospodářská usedlost
- Prameniště Blatovského potoka - přírodní památka
- rybníky na Placinách
- Cyrilov - přírodní rezervace

## Veřejná doprava
Okružní turistická trasa začíná u železniční stanice Praha-Klánovice, kde i končí. Cestou projde kolem zastávky MHD Smržovská a poblíž konečné zastávky Klánovice. U klánovické železniční stanice je také zastávka autobusů MHD Nádraží Klánovice.